# Aphytis opuntiae
Aphytis opuntiae är en stekelart som först beskrevs av Mercet 1912.  Aphytis opuntiae ingår i släktet Aphytis och familjen växtlussteklar. Inga underarter finns listade i Catalogue of Life.